# District de Samastipur
Le district de Samastipur est un district de l'État du Bihar, en Inde. Il fut créé le 14 novembre 1972

## Géographie
Au recensement de 2011, sa population était de 4 254 782 habitants.
Son chef-lieu est la ville de Samastipur. 